# 1896년 하계 올림픽 사이클 남자 12시간
1896년 하계 올림픽 사이클 남자 12시간은 그리스 아테네에서 개최된 1896년 하계 올림픽 사이클의 세부 종목이다. 1896년 4월 12일에 네오 팔리론 벨로드롬에서 진행되었다. 5개국에서 9명의 선수가 참가하였으며 남자 경기만 열렸다.

## 경기장
| 도시   | 경기장               |
| ------ | -------------------- |
| 아테네 | 네오 팔리론 벨로드롬 |

## 경기 결과
| 순위 | 선수                                | 기록          |
| ---- | ----------------------------------- | ------------- |
| 1    | 아돌프 슈말 (AUT)                   | 314.997 km    |
| 2    | 프랭크 키핑 (GBR)                   | 314.664 km    |
| –    | 게오르기오스 파라스케보풀로스 (GRE) | DNF           |
| –    | 로베르도스 (GRE)                    | 3시간 후 기권 |
| –    | A. 트리피아티스 트리피아리스 (GRE)  | 3시간 후 기권 |
| –    | 요제프 벨첸바셔 (GER)               | 3시간 후 기권 |
| –    | 콘스탄티노스 콘스탄티누 (GRE)       | 3시간 후 기권 |

마지막 사이클 대회는 아침 5시에 열렸다. 7명의 선수가 참가했으나 정오가 되기 전에 4명의 선수가 나가떨어졌으며 오후에는 다 합해서 5명이 기권했다. 슈만은 키핑을 한 바퀴 차이로 제치고 우승을 했다.

## 메달리스트
| 종목        | 금                       | 은                 | 동   |
| ----------- | ------------------------ | ------------------ | ---- |
| 남자 12시간 | 아돌프 슈말 · 오스트리아 | 프랭크 키핑 · 영국 | 없음 |

## 참고 자료
- 국제 올림픽 위원회 - 1896년 하계 올림픽 트랙 사이클 경기 결과 (영어)
- Lampros, S.P.; Polites, N.G.; De Coubertin, Pierre; Philemon, P.J.; & Anninos, C. (1897). 《The Olympic Games: BC 776 – AD 1896》. Athens: Charles Beck. (Digitally available at  보관됨 2013-01-16 - 웨이백 머신)
- Mallon, Bill; & Widlund, Ture (1998). 《The 1896 Olympic Games. Results for All Competitors in All Events, with Commentary》. Jefferson: McFarland. ISBN 0-7864-0379-9. (Excerpt available at )
- Smith, Michael Llewellyn (2004). 《Olympics in Athens 1896. The Invention of the Modern Olympic Games》. London: Profile Books. ISBN 1-86197-342-X.